# Teufelsrad (Fahrgeschäft)

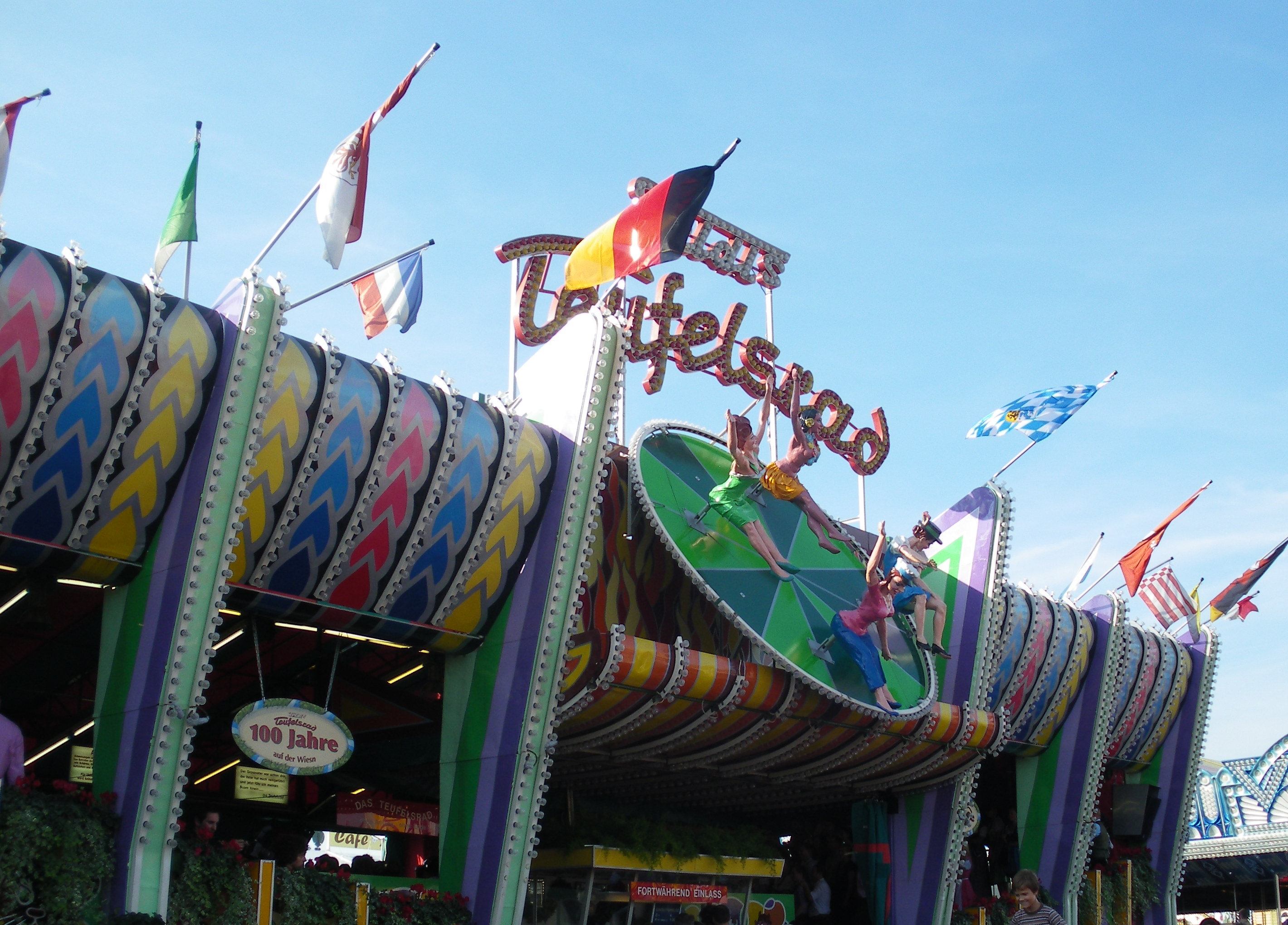
Feldls Teufelsrad auf dem Oktoberfest in München (2011)

Ein Teufelsrad ist ein Fahrgeschäft auf Volksfesten und Jahrmärkten. Teufelsräder gibt es seit 1908 oder 1910. Heute sind sie nur noch selten zu finden.

## Aufbau
Ein Teufelsrad ist eine rotierende runde Plattform („Mitfahrerbereich“), um die in einem geschlossenen Zelt eine kreisringförmige Zuschauertribüne („Zuschauerbereich“) errichtet ist. Ein „Rekommandeur“ animiert die Besucher, die Plattform zu benutzen, kommentiert das Geschehen, steuert die Geschwindigkeit der Rotation und treibt seinen Ulk und Schabernack mit den Benutzern zum Gaudium der passiven Zuschauer rundum.
Besucher, die sich aktiv beteiligen wollen, können sich nach Aufforderung auf die zum Stillstand gebrachte Plattform begeben und versuchen, sich dort stehend, sitzend oder liegend zu halten, während die Scheibe in Drehung versetzt wird und sich zunehmend schneller dreht. Die Plattform wird (ähnlich wie der Teller eines Schallplattenspielers) durch einen starken Motor angetrieben und meist durch Backenbremsen abgebremst.
Die Scheibe ist wegen ihrer Rotation kein Inertialsystem; schon das Schwenken des Kopfes irritiert (außer in der Drehachse) daher den Gleichgewichtssinn (Coriolis-Illusion). Bewegt man sich radial nach außen, wirkt neben der erwarteten Fliehkraft (nach außen) subjektiv überraschend – weil tangential (also seitlich) – auch die Corioliskraft, unter deren Wirkung man seitlich wegstolpert oder abrollt.
Der stabilste Platz auf der Plattform ist nahe dem Mittelpunkt, um dort zu stehen, auf der Platte zu gehen oder zu tänzeln oder zu sitzen oder zu liegen. Näher zum Rand Befindliche werden alsbald von der Zentrifugalkraft nach außen abgedrängt und rutschen oder kugeln von der Platte. Sie werden eventuell von einer abgepolsterten Wand aufgefangen und von Mitarbeitern weg begleitet, um die Fläche rundum für die nächsten Daherrutschenden freizumachen.
Zu Verletzungen kann es dennoch kommen, wenn jemand unkontrolliert das Gleichgewicht verliert oder stolpert und auf den nicht gepolsterten Boden aufschlägt. So hat derjenige, der die Geschwindigkeit des Rades steuert, durch Zurücknehmen des Tempos die Möglichkeit, das Herunterkugeln der Personen von der Scheibe zu dosieren oder Teilnehmern die Chance zu geben, sich neu zur Mitte hin zu positionieren.
Auf der sich drehenden Plattform werden neben den Versuchen, sich einfach nur zu halten, auch Wettkämpfe veranstaltet, wer sich am längsten auf der Platte halten kann.
Zur Belustigung und zur Erschwerung lässt der Rekommandeur einen großen, schweren, aber dennoch weichen Ball an einer etwas auspendelnden Seilrolle auf die Scheibe hinabbaumeln, um auch den, der sich noch mittig im Drehpunkt halten kann, zu irritieren, zu Bewegungen zu verleiten, zu treffen und aus der Mitte abzubringen; dadurch macht er auch ihn zum Spielball der genannten physikalischen Kräfte. Und auch die Konstellation, bei der sich mehrere um die Mitte Liegende an den Händen halten, widersteht nur begrenzte Zeit der Fliehkraft. Der Ball kann abgesenkt von der bewegten Plattform mitgerissen werden und wird dadurch, wieder hochgezogen, in eine kreisförmige Pendelbewegung gebracht, die den Benutzern der Scheibe zusätzliche irritierende Kopfbewegungen und Ausweichmanöver abverlangt.
Wer in der Mitte sogar aufsteht, der entkommt nicht dem Seil, das – von der Seite auf die Scheibe geworfen – sich an einem Fuß reibt oder sogar um diesen herumschlingt, zieht und irgendwie auch den Geschicktesten von der Scheibe holt. Bisweilen hält es einzelne Teilnehmer trotz aller Maßnahmen auf der Scheibe – solange, bis der Rekommandeur diese Person zum Gewinner erklärt.

## Versionen und Verwendung
Eine kleinere Version des Teufelsrades wurde im Dezember 2011 im Experiminta ScienceCenter FrankfurtRheinMain für Besucher freigegeben und ist Teil der Ausstellung geworden. Teufelsräder findet man heute noch beispielsweise auf dem Münchner Oktoberfest oder im Taunus Wunderland.
Kleine Drehscheiben zum Darübergehen gibt es in Fahrgeschäften, die eine Art Geschicklichkeitsparcour zum Gehen zur Erheiterung darstellen.

## Sonstiges
Teufelsrad x Hirmer x Meindl nennt sich die Kooperation eines Trachtenmodehauses und eines Lederhosenherstellers mit dem Betreiber des Teufelsrads ab 2016.
Teufelsrad nennt sich ein Brettspiel zum Würfeln als Variante von Mensch ärgere dich nicht (aus 1910) mit 100 Feldern, die vom Rand spiralig in die Mitte eines Kreises führt, der als Rad mit 6 Speichen dargestellt ist.
Physiker Georg Egger erklärte in einem Artikel im September 2018 die Physik des Teufelrads mit Schwer-, Flieh- und Reibungskraft. Er nennt folgende Werte: Scheibendurchmesser = 5 m, kegelige Erhöhung in der Mitte = 20 cm, Drehzahl = (bis) 23 Umdrehungen pro Minute. Er berechnet Fälle für Lederhose und Seidendirndl auf der glatten Holzwerkstoffplatte und nimmt Reibungskoeffizienten von 1,0 bzw. 0,1 dafür an. Vakuumsaugnapf, Klebstoff und Holzschraube sind am Teufelsrad streng verboten.
Eine stabile Drehscheibe mit etwa 3,20 m Durchmesser, abgerundetem Rand und einer gegenüber der Vertikalen um etwa 5° schräg gelagerten Drehachse bildet seit etwa 2010 ein Parkspielgerät zum Bewegen, Balancieren und Sitzen.